# Nelly Ciobanu

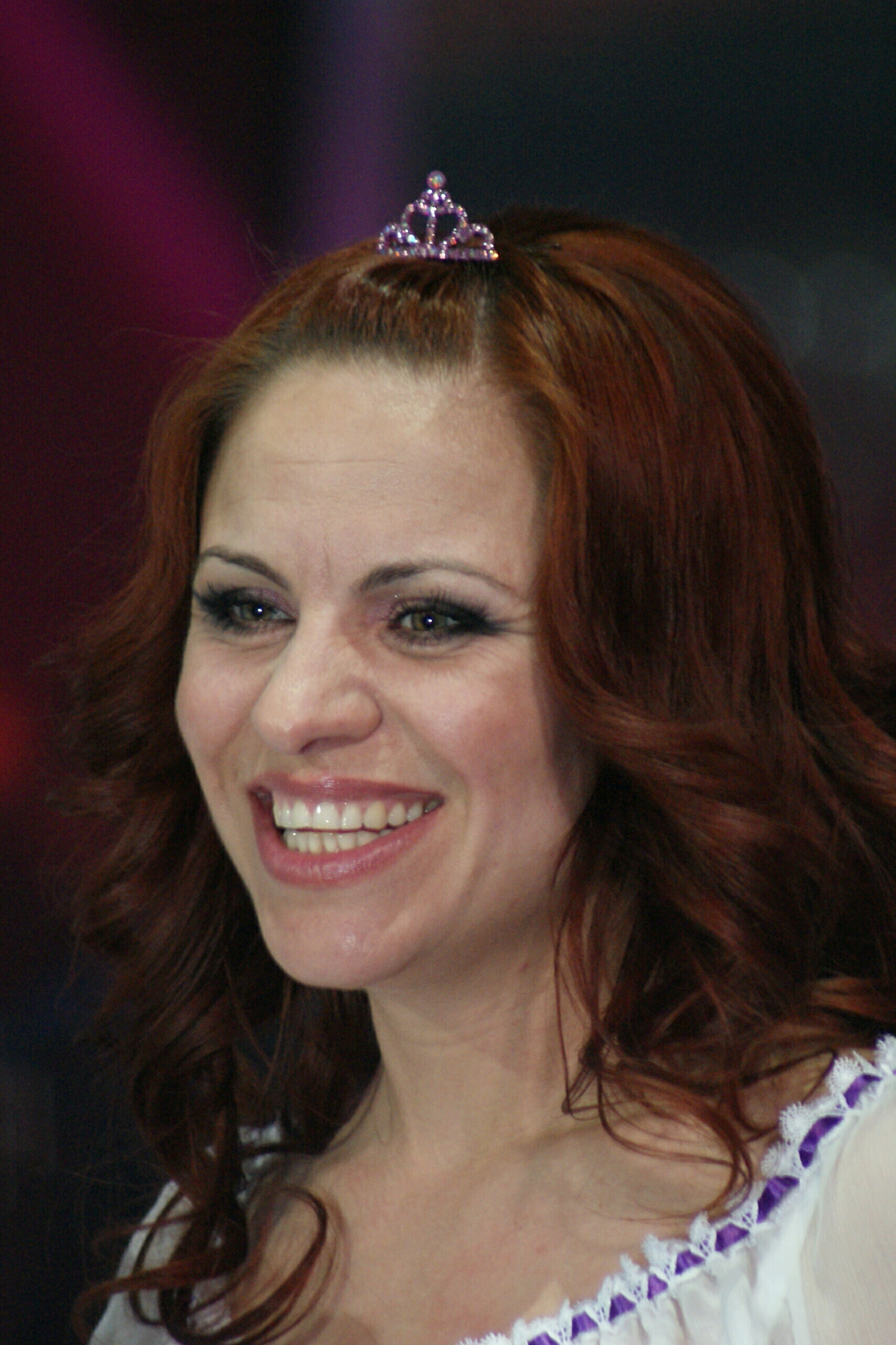
Nelly Ciobanu (2009)

Nelly Ciobanu (* 28. Oktober 1974 in Cania, Moldauische SSR, UdSSR) ist eine moldauische Sängerin.

## Leben und Wirken
Sie besuchte die Musikhochschule in Tiraspol und trat 1993 zum ersten Mal als Sängerin zusammen mit ihrem Bruder als Duo „Master Dinamit“ auf. Seit 1998 sang sie auf diversen internationalen Musikwettbewerben, darunter in Bulgarien, Kasachstan und Nordkorea.
Beim moldauischen Vorentscheid für den Eurovision Song Contest 2005 belegte sie den zweiten Platz. Vier Jahre später gewann sie und vertrat daher ihr Heimatland beim Eurovision Song Contest 2009 in Moskau mit dem Song „Hora din Moldova“ (deutsch: „Tanz aus Moldau“). Beim Sieg des Norwegers Alexander Rybak belegte sie den 14. Platz.